# Trilacuna qingliangfeng
Espèce
Trilacuna qingliangfeng est une espèce d'araignées aranéomorphes de la famille des Oonopidae.

## Distribution
Cette espèce est endémique de Chine. Elle se rencontre au Anhui et au Zhejiang.

## Description
Le mâle holotype mesure 1,63 mm et la femelle paratype 1,98 mm.

## Systématique et taxinomie
Cette espèce a été décrite par Ma et Tong en 2024.

## Publication originale
- Ma, Chen & Tong, 2024 : « Four new species of the genus Trilacuna Tong & Li, 2007 (Araneae, Oonopidae) from China. » ZooKeys, vol. 1219, p. 331-346 (texte intégral).